# Brassiella neonominata
Brassiella neonominata är en kvalsterart som beskrevs av Subías 2004. Brassiella neonominata ingår i släktet Brassiella och familjen Caloppiidae. Inga underarter finns listade.